# Fallston (Maryland)
Fallston est une census-designated place située dans le comté de Harford, dans l’État du Maryland, aux États-Unis. Lors du recensement de 2020, elle comptait 9 306 habitants.